# Ciclismo nos Jogos Pan-Americanos de 2015 - Perseguição por equipes masculino
A competição de perseguição por equipes masculino foi um dos eventos do ciclismo nos Jogos Pan-Americanos de 2015 em Toronto. Foi disputada no Velódromo Cisco Pan e Parapan-Americano de Milton, em Milton no dia 18 de julho.

## Calendário
Horário local (UTC-4).
| Data        | Horário | Fase          |
| ----------- | ------- | ------------- |
| 18 de julho | 11:24   | Qualificação  |
| 18 de julho | 18:18   | Primeira fase |
| 18 de julho | 18:11   | Final         |

## Medalhistas
| Ouro   | COL Juan Esteban Arango Arles Castro Fernando Gaviria Jhonatan Restrepo Valencia |
| Prata  | ARG Mauro Agostini Maximiliano Richeze Juan Merlos Adrián Richeze Walter Pérez   |
| Bronze | CAN Eric Johnstone Sean MacKinnon Rémi Pelletier-Roy Edward Veal Adam Jamieson   |

## Recordes
Recordes mundial e pan-americano antes da disputa dos Jogos Pan-Americanos de 2015.
| Tipo                             | Atleta      | Tempo    | Local       | Data                  |
| -------------------------------- | ----------- | -------- | ----------- | --------------------- |
|                                  | Reino Unido | 3:51.659 | Londres     | 3 de agosto de 2012   |
| Recorde dos Jogos Pan-Americanos | Colômbia    | 3:59.236 | Guadalajara | 17 de outubro de 2011 |

## Resultados

### Qualificação
8 equipes de quatro ciclistas competiram. As duas melhores equipes vão correr ao ouro, enquanto a terceira e quarta disputam a  a medalhas de bronze. 
| Colocação | Nacionalidade | Ciclista                                                                          | Tempo    | Notas |
| --------- | ------------- | --------------------------------------------------------------------------------- | -------- | ----- |
| 1         | COL Colômbia  | Juan Esteban Arango Arles Castro Fernando Gaviria Jhonatan Restrepo Valencia      | 4:06.758 | Q     |
| 2         | ARG Argentina | Mauro Agostini Walter Pérez Maximiliano Richeze Juan Merlos                       | 4:07.092 | Q     |
| 3         | CAN Canadá    | Adam Jamieson Eric Johnstone Sean MacKinnon Rémi Pelletier-Roy                    | 4:07.656 | Q     |
| 4         | VEN Venezuela | Manuel Briceño Barreto Victor Moreno Cevilla Jhoan Paez Camacho Yosvangs Rojas    | 4:09.450 | Q     |
| 5         | CHI Chile     | Antonio Cabrera Gonzalo Miranda Pablo Seisdedos Luis Fernando Sepúlveda           | 4:17.068 | Q     |
| 6         | BRA Brasil    | Cristian Egidio da Rosa Endrigo Pereira Thiago Nardin Reis da Costa Camargo Filho | 4:18.149 | Q     |
| 7         | MEX México    | José Aguirre Ignacio Sarabia Diego Yepez Jose Ulloa                               | 4:18.244 | Q     |

### Primeira fase
| Colocação | Bateria | Nacionalidade | Ciclista                                                                       | Tempo    | Notas |
| --------- | ------- | ------------- | ------------------------------------------------------------------------------ | -------- | ----- |
| 1         | 4       | COL Colômbia  | Juan Esteban Arango Arles Castro Fernando Gaviria Jhonatan Restrepo Valencia   | 4:04.877 | Q     |
| 2         | 3       | ARG Argentina | Mauro Agostini Walter Pérez Maximiliano Richeze Adrián Richeze                 | 4:08.084 | Q     |
| 3         | 4       | VEN Venezuela | Manuel Briceño Barreto Victor Moreno Cevilla Jhoan Paez Camacho Yosvangs Rojas | 4:09.458 |       |
| 4         | 3       | CAN Canadá    | Adam Jamieson Eric Johnstone Sean MacKinnon Rémi Pelletier-Roy                 | 4:11.731 |       |
| 5         | 1       | BRA Brasil    | Cristian Egidio da Rosa Endrigo Pereira Thiago Nardin Gideoni Monteiro         | 4:12.324 |       |
| 6         | 2       | CHI Chile     | Antonio Cabrera Gonzalo Miranda Pablo Seisdedos Luis Fernando Sepúlveda        | 4:13.793 |       |
| 7         | 1       | MEX México    | José Aguirre Ignacio Sarabia Diego Yepez Jose Ulloa                            | 4:17.318 |       |

### Final
| Colocação         | Bateria                | Nacionalidade | Cilista                                                                           | Tempo    | Notas |
| ----------------- | ---------------------- | ------------- | --------------------------------------------------------------------------------- | -------- | ----- |
| Medalha de ouro   | Disputa pelo ouro      | COL Colômbia  | Juan Esteban Arango Arles Castro Fernando Gaviria Jhonatan Restrepo Valencia      | 4:03.310 |       |
| Medalha de prata  | Disputa pelo ouro      | ARG Argentina | Mauro Agostini Maximiliano Richeze Juan Merlos Adrián Richeze                     | 4:05.429 |       |
| Medalha de bronze | Disputa pelo bronze    | CAN Canadá    | Eric Johnstone Sean MacKinnon Rémi Pelletier-Roy Edward Veal                      | 4:06.005 |       |
| 4                 | Diputa pelo bronze     | VEN Venezuela | Manuel Briceño Barreto Victor Moreno Cevilla Jhoan Paez Camacho Yosvangs Rojas    | 4:07.777 |       |
| 5                 | Disputa pelo 5–6 lugar | BRA Brasil    | Cristian Egidio da Rosa Endrigo Pereira Thiago Nardin Reis da Costa Camargo Filho |          |       |
| 6                 | Disputa pelo 5–6 lugar | CHI Chile     | Antonio Cabrera Gonzalo Miranda Pablo Seisdedos Luis Fernando Sepúlveda           | DNS      |       |
| 7                 | Disputa pelo 7–8 lugar | MEX México    | José Aguirre Ignacio Sarabia Diego Yepez Jose Ulloa                               | DNS      |       |

Legenda
| Recorde mundial                  | Recorde mundial (World record)               |                       | Recorde africano                      | Recorde africano (African) |                                           | Q | Classificado por posição (Qualified) |
| Recorde dos Jogos Pan-Americanos | Recorde pan-americano (Pan-American record)  | Recorde da América    | Recorde da América (Americas)         | q                          | Classificado por melhor tempo (Qualified) |   |                                      |
| Melhor marca do ano              | Melhor marca do ano (World leading)          | Recorde asiático      | Recorde asiático (Asian)              | DNS                        | Não largou (Did not start)                |   |                                      |
| Recorde nacional                 | Recorde nacional (National record)           | Recorde europeu       | Recorde europeu (European)            | DNF                        | Não terminou (Did not finish)             |   |                                      |
| Recorde pessoal                  | Recorde pessoal do atleta (Personal best)    | Recorde da Oceania    | Recorde da Oceania (Oceania)          | DSQ / DQ                   | Desclassificado (Disqualified)            |   |                                      |
| Recorde da temporada             | Recorde da temporada do atleta (Season best) | Recorde sul-americano | Recorde sul-americano (South America) | NM                         | Sem marca (No mark)                       |   |                                      |